# 黑田厚唇螺
黑田厚唇螺（学名：Ringiculina kurodai）为厚唇螺科厚唇螺屬下的一个种。